# サパ
サパ（ベトナム語：Thị xã Sa Pa / 市社沙垻）は、ベトナムのラオカイ省に属する市社。中国との国境に近い。標高1,600mに位置し、夏の気温は適度だが雨が多く、冬はやや冷たく霧が多い。
モン族やザオ族などの少数民族が暮らしており、また一帯の峡谷の景観を求め観光客が訪れる。

## 歴史
サパに最初に定住したのは、タイ族やザイ族と共に、高地少数民族のミャオ族とヤオ族の可能性が高い。これらは現在もサパ地域に住む少数四種族である。低地に住むベトナム人は、元々は、ベトナムで最も標高の高い谷であるこのエリアを占領していなかった。サパ地域は国内で最も高いファンシーパン山の影に隠れる場所に位置していた。フランスによってようやく1880年代に高地トンキンのベールが剥がされ、ベトナム国内の地図に載るようになった。フランス人はその場所をSapaあるいはChapaと呼んだ。
2019年9月11日にサパ県からサパ市社に昇格した。

## 行政区画
以下の6坊10社を有する。
- カウマイ坊（Cầu Mây / 梂迷）
- ハムロン坊（Hàm Rồng / 頷龍）
- オクイホ坊（Ô Quý Hồ / 烏季胡）
- ファンシーパン坊（Phan Si Păng / 番西邦）
- サパ坊（Sa Pa / 沙垻）
- サパ坊（Sa Pả / 沙巴）
- バンホ社（Bản Hồ / 本湖）
- ホアンリエン社（Hoàng Liên / 黃連）
- レンミン社（Liên Minh / 連明）
- ムオンボー社（Mường Bo / 芒波）
- ムオンホア社（Mường Hoa / 芒花）
- グーチーソン社（Ngũ Chỉ Sơn / 五指山）
- タフィン社（Tả Phìn / 左泙）
- タヴァン社（Tả Van / 左文）
- タインビン社（Thanh Bình / 清平）
- チュンチャイ社（Trung Chải / 中扯）